# Giun đất khổng lồ Gippsland
Giun đất khổng lồ Gippsland (tên khoa học Megascolides australis) là một loài giun đất bản địa ở Australia. Những con giun đất khổng lồ dài trung bình 1 mét (3 feet) và có thể đạt tới 3 m, có đường kính 2 cm (1 inch). Loài này có một cái đầu màu tím sẫm và một cơ thể màu xanh xám. Chúng sống trong lòng đất, khu vực đất sét xanh, xám hoặc đỏ dọc theo bờ sông và đồi phía Tây ở Gippsland, Victoria, Australia.
Giun đất khổng lồ sống trong những cái hang được đào sâu trong lòng đất tạo thành hệ thống các hang nước, môi trường sống của chúng. Những con giun này hiếm khi rời khỏi hang hốc ẩm ướt. Tuổi thọ của chúng dài trong số các loài động vật không xương sống, có thể mất 5 năm để trưởng thành. Chúng sinh sản trong những tháng ấm hơn và kén trứng được đẻ trong hang của chúng. Khi những con giun đất con nở, trong 12 tháng có thể đã dài tới 20 cm.
Không giống như hầu hết giun đất khác, chúng dành hầu hết thời gian của mình trong hang. Chuyển động của chúng thông qua các hang ngầm có thể gây ra một âm thanh ríu rít cho phép phát hiện được ra chúng.
Nằm gần thị trấn Bass là Bảo tàng Giun đất khổng lồ. Tòa nhà này cho khách du lịch tham quan để thu thập dữ liệu thông qua một bản sao phóng to của một cái hang và dạ dày của một con giun mô phỏng. Cùng với đó là các thông tin và tài liệu về lịch sử, đặc trưng giun đất khổng lồ Gippsland, giáo dục về việc con người phải bảo vệ chúng.

## Tình trạng
Cũng như nhiều loài bản địa khác của Úc, khai thác thuộc địa của châu Âu đã dẫn đến sự suy giảm giun đất khổng lồ Gippsland và khiến nó là một loài cần được bảo vệ. Một số nông dân trong khu vực đã ngừng chăn nuôi gia súc và đã bắt đầu trồng cây tạo môi trường sống cho giun đất. Khi nông dân cày xới trên mặt đất khiến những con giun bị chết. Giun đất khổng lồ Gippsland đang đứng trước nguy cơ bị tuyệt chủng.